# Sörup
Sörup (tiếng Đan Mạch: Sørup) là một đô thị thuộc huyện Schleswig-Flensburg, trong bang Schleswig-Holstein, nước Đức. Đô thị Sörup có diện tích 44,31 km², dân số thời điểm 31 tháng 12 năm 2006 là 4195 người. Đô thị này có cự ly khoảng 23 km về phía đông bắc của Schleswig, và 17 km về phía đông nam của Flensburg.